# Diane Roy
Diane Roy (Notre-Dame-du-Lac, Canadá, 9 de enero de 1971) es una corredora en silla de ruedas canadiense. Entre 1996 y 2016 compitió en seis Juegos Paralímpicos y cinco campeonatos mundiales consecutivos y ganó 11 medallas, incluida una medalla de oro en la maratón en el Campeonato Mundial de 2006.

## Carrera
Los Juegos Olímpicos de 2004 presentaron una demostración del evento femenino de silla de ruedas de 800 m, en el que Roy terminó en cuarta posición. También participó en los Juegos Paralímpicos de ese año, obteniendo una medalla de bronce en las carreras de 400 y 1500 metros. 
En los Juegos Paralímpicos de 2008, Roy recibió inicialmente la medalla de oro en el 5000 m T54. Sin embargo, el Comité Paralímpico Internacional ordenó una nueva carrera después de las protestas de los equipos de Australia, Estados Unidos y Suiza después de que seis competidores se vieron involucrados en un choque en la penúltima vuelta. La carrera de repetición resultó en que los mismos tres atletas ganaran medallas, pero en un orden diferente, con Roy en segundo lugar.
En 2009, fue incluida en el Salón de la Fama de Terry Fox.

## Vida personal
Roy pasó la mayor parte de su infancia en una granja en Lac-des-Aigles, Quebec. Es la séptima de ocho hijos, tiene cinco hermanos y dos hermanas. Una vez que ingresó a la escuela secundaria, Roy se interesó en varios deportes, incluyendo baloncesto, bádminton, esquí alpino, tenis y balonmano en particular, que jugó hasta su último año de escuela secundaria. A los 17 años, un accidente de vehículo todo terreno dejó a Roy con una lesión paralizante y sin el uso de sus piernas. Detuvo sus actividades temporalmente.